# Valéry Coquant
 (juillet 2024).
Valéry G. Coquant, né le 18 juillet 1975 à Croix (France), est un romancier français.

## Biographie
Né à Croix, Valéry Coquant a passé sa jeunesse entre Roubaix, Valenciennes et la Belgique.Il a mené à bien un DEA de sciences politiques consacré à Romain Gary, et un DESS de gestion des entreprises (CAAE).
Il est le petit-fils de Gustave-Jean Coquant (1910-1976), commerçant bien connu à Roubaix pour son sens de la communication et du marketing.  
Très tôt au collège Baudelaire à Roubaix, Valéry Coquant prend goût à l'écriture. L'exercice délicat de la rédaction devient pour lui une récréation.  Au lycée, il commence à écrire des nouvelles qui sont régulièrement publiées dans le journal des élèves.
Tour à tour étudiant en sciences politiques, stagiaire dans l'administration, agent immobilier, ou un temps, salarié dans une usine de moteurs automobiles, Valéry Coquant fait des rencontres. Il observe, il s'imprègne de ces atmosphères particulières.  L'écriture devient une façon de s'oxygéner l'esprit. De s'évader.
À 25 ans, il publie son premier livre, un recueil de nouvelles intitulé La Clandestine. C'est un succès. C'est le début d'une longue collaboration avec les Editions Saint Martin.
À partir de cette date, Valéry Coquant trouve son rythme : un livre par an. En chemin, il crée le personnage de Camille Verjat, l'enquêteur flegmatique qui roule en DS21. Chaque enquête de Verjat devient prétexte à la découverte d'un univers particulier.
Au fil des titres, Valéry Coquant gagne en assurance. Son style s'affirme comme sa maturité. Son regard sur la société s'aiguise. Il devient un témoin de notre temps. Les textes de Coquant dégagent une puissante sensation de vécu, d'authenticité[non neutre]. "Chaque création offre un certain regard sur notre société. Un regard sans concession, teinté d'humour caustique et de lucidité" (dixit Eulalie, le portail du livre et de la culture du NPDC). De plus en plus, Valéry Coquant est invité par différents organismes, pour faire des conférences sur les thèmes abordés dans ses livres.[précision nécessaire]
Ce ton particulier[non neutre] attire l'attention de grands éditeurs parisiens[précision nécessaire].
En 2011, Valéry Coquant signe aux Editions Édite une biographie inédite d'un des hommes les plus controversés du XXe siècle : Aristote Onassis ou l'Olympe foudroyée. Ce livre résulte de quatre années de recherches menées à Londres, Paris et Athènes.
En 2012, Valéry Coquant publie Romain Gary : l'homme face à l'action, aux Éditions France-Empire.
En 2017, VGC signe aux Editions Age d'homme, à Lausanne, une nouvelle bio: Onassis, l'âme du Grec. 

## Renommée et postérité
Prix d'excellence 2004 Renaissance française, pour son roman Tous les possibles.
Invité au Festival par Monts et par Vaux 2008, villa Yourcenar, au Mont Noir
En 2008, il signe la préface du livre de Michaël Moslonka: Elvis et la fille qui rêvait debout.
En 2009, il joue le rôle de l'homme du parking, dans le film Qui est Bardapuce ?, réalisé par Christophe Drzemala.
À partir de 2012, membre du Comité Scientifique du colloque : "Les bourreaux : des hommes comme les autres ?" organisée par la Fondation des Amis pour la Mémoire de la Déportation.
À partir de 2015, il intervient en qualité de professeur d'histoire au collège privé musulman Averroes.
Depuis 2018, membre de la SGDL.

## Œuvre
Un lecteur qui découvre l'œuvre de Coquant réalise très vite que ses livres comportent une intrigue plus ou moins policière. Il y a du rythme, de la psychologie. Les personnages sont soigneusement étudiés, et s'insèrent parfaitement dans un réalisme fort. Le tout est servi par une expression élégante, raffinée. Un humour fort, flirtant parfois avec l'absurde ajoute du charme à l'ensemble.
Ces dehors révèlent en fait un travail beaucoup plus profond. Coquant est avant tout un observateur attentif de notre société.[non neutre] Ses écrits résultent de son expérience, de ses observations et des réflexions qu'elles suscitent. Chemin faisant, l'écrivain ne s'embarrasse pas de considérations politiquement correctes ou bien pensantes. 
Ses personnages sont donc les reflets de nos travers, de nos lâchetés. Il dénonce le conformisme qui nous fait espérer atteindre les promesses du miroir aux alouettes de notre époque.
L'œuvre de Valéry Coquant est double.
Coquant s'exprime en effet de deux façons. D'abord, par l'écriture, sans doute sa manière la plus "naturelle". Ensuite, Coquant a développé une façon picturale bien à lui, faite de la mise en scène de ses manuscrits.
L'idée lui est venue lors des premiers salons du livre auxquels il a participé. Il s'est rendu compte que de plus en plus d'auteurs écrivent leurs textes directement à l'ordinateur. L'écriture manuscrite est en perte de vitesse. 
Comme ses premiers jets sont écrits à la main, au stylo plume sur de grandes copies d'étudiant, il s'est dit pourquoi ne pas les exposer... Il a donc commencé à réaliser ses premiers collages, mélanges de feuilles recouvertes de lignes penchées à l'encre noire, de pages d'épreuves, biffés, arrachées... Le tout est disposé au fil de l'inspiration. Le résultat final est assez spectaculaire, avec parfois des relents de surréalisme. 
Ces pièces mises sous verre présentent également un intérêt pédagogique. En effet, elles permettent au public de découvrir l'intimité du créateur. Coquant invite le public dans son intimité d'auteur. On y découvre tout le cheminement que connait l'écrivain, depuis l'idée qu'il griffonne sur une feuille de papier, jusqu'aux pages des épreuves envoyées par l'éditeur, pour préparer le texte final qui sera publié.
Les premiers collages ont été présentés lors du salon de Tournai en 2005. Depuis, Coquant continue d'affiner cette approche, en fonction de ses intuitions. , des collectionneurs, ou de simples amateurs de pièces inédites, suivent attentivement ces réalisations.[précision nécessaire]

### Écrits
- 2020: Averroes, l'ambition républicaine. Editions Saint Martin
- 2020: Ecrin Royal. Editions Saint Martin
- 2019: L'amour sur le vif. Editions Ex Aequo
- 2018: Bijouterie Impériale. Editions Saint Martin
- 2017 : Onassis. L'âme du Grec. 1903-1975, aux Editions L'âge d'homme.
- 2016 : Confidences entre les lignes, aux Editions Saint Martin
- 2015 : Verjat et la disparue de Tourbaix, aux Editions Saint Martin
- 2014: "Onassis. Ses combats, ses amours. Son drame. aux Editions France Empire.
- 2013 : " Changez le monde!" (pamphlet) aux Editions Saint Martin
- 2012 : Romain Gary : l'homme face à l'action (biographie) aux Éditions France-Empire
- 2012 : Verjat et l'affaire JC (roman) aux Editions Saint Martin
- 2010 : Les médiocres (roman) aux Editions Saint Martin
- 2009 : Hôtel de France (roman) aux Editions Saint Martin
- 2007 : Reine d'argent (roman) aux Editions Saint Martin
- 2006 : Les Météores : Gary ; Onassis ; Citroën. Trois destins au-delà de la fiction (biographie) aux Editions Saint Martin
- 2004 : Tous les possibles (roman) aux Editions Saint Martin
- 2003 : La Clandestine (nouvelles) aux Editions Saint Martin